# Кэмерон, Джеймс Дональд
Джеймс Дональд Кэмерон (англ. James Donald Cameron; 14 мая 1833, Dauphin County, штат Пенсильвания — 30 августа 1918, графство Ланкастер, штат Пенсильвания) — американский политический деятель, член Республиканской партии. Военный министр США (1876—1877), затем представлял штат Пенсильвания в Сенате США в 1877—1897 года. Был председателем Республиканского национального комитета в 1879—1880 годах.

## Биография
Отец Джеймса Дональда, Саймон Кэмерон, был военным министром в кабинете Авраама Линкольна (1861—1862) и сенатором от штата Пенсильвания 1845—1849, 1857−1861 и 1867−1877.
Джеймс Дональд Кэмерон в 1852 году окончил колледж Нью-Джерси (ныне Принстонский университет) и в 1855 году получил диплом об окончании. Был исполнительным директором в железнодорожной компании Northern Central Railway 1866—1874. В 1870-х годах примкнул к республиканской фракции «Стойкие» во главе с сенатором Роскоу Конклингом, которая поддерживала политику Реконструкции президента Гранта и выступала против реформы государственной службы, продвигаемой их оппонентами из фракции «Полукровки». В 1876 году военный министр Альфонсо Тафт подал в отставку, чтобы занять пост Генерального прокурора США, его сменил Джеймс Камерон, который занимал пост по конца второго срока президентства Улиса Гранта.
В 1877 году Саймон Кэмерон был избран сенатором от штата Пенсильвания и переизбирался до своей отставки в 1897 году, его на этом посту сменил сын Джеймс Дональд Кэмерон, впоследствии трижды переизбирался.
Джеймс Дональд Кэмерон в конце своей жизни был последним оставшимся в живых министром из правительства Улисса Гранта. Его могила находится на кладбище в Гаррисберге.

## Личная жизнь
В 1856 году женился на Мэри Маккормик, от которой имел шесть детей. В 1878 году вторым браком женился на Элизабет Шерман — племяннице знаменитого полководца Гражданской войны Уильяма Шермана. После смерти Джеймса Дональда Кэмерона в 1918 году его наследство было оценено в 4 млн долларов (в ценах 2011 года — 41 200 000).

## Образ в культуре
Джеймс Дональд Кэмерон является одним из действующих лиц исторического романа Гора Видала «Империя», действие которого начинается в 1898 году.